# Národní park Chof Palmachim

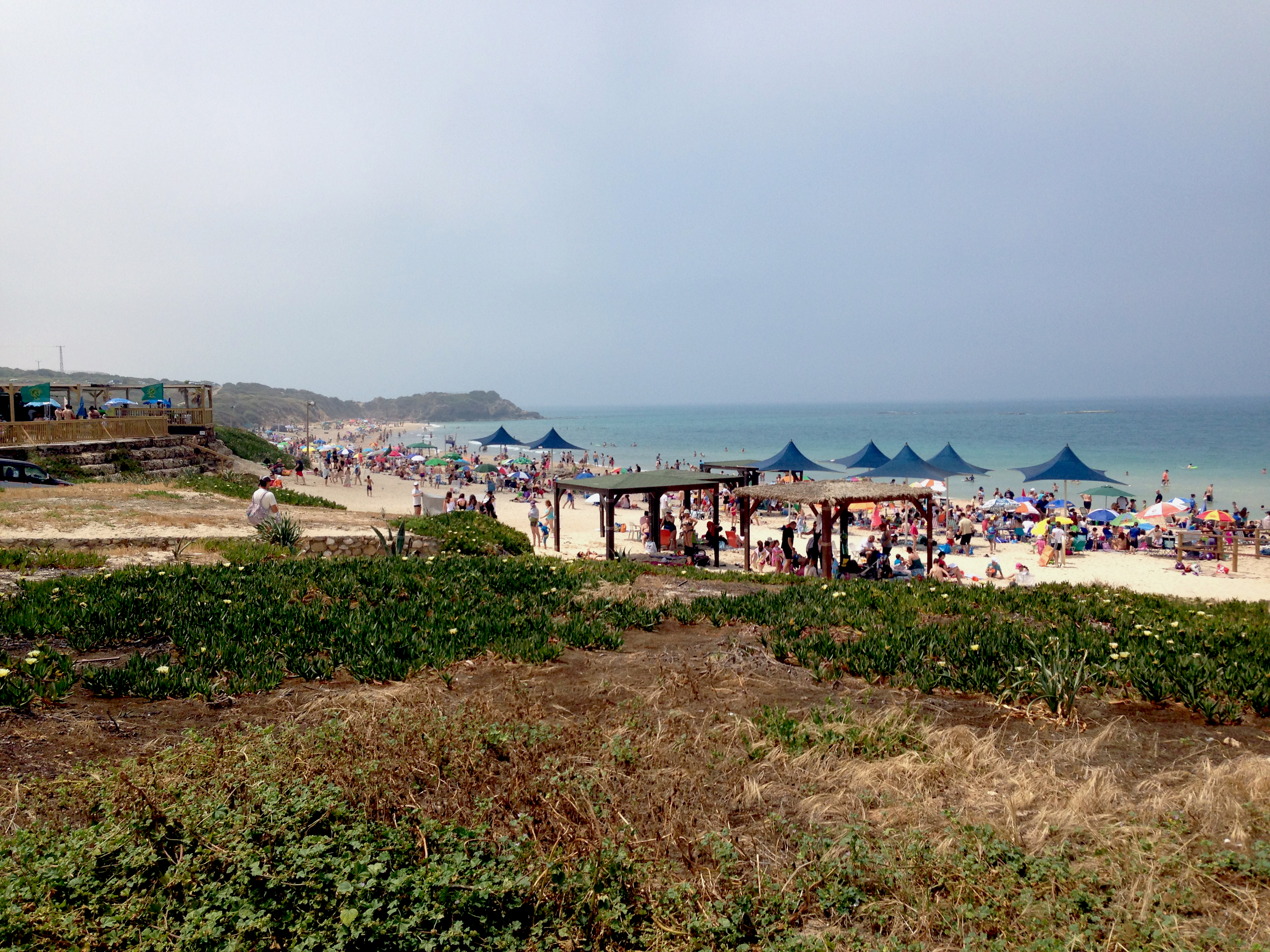

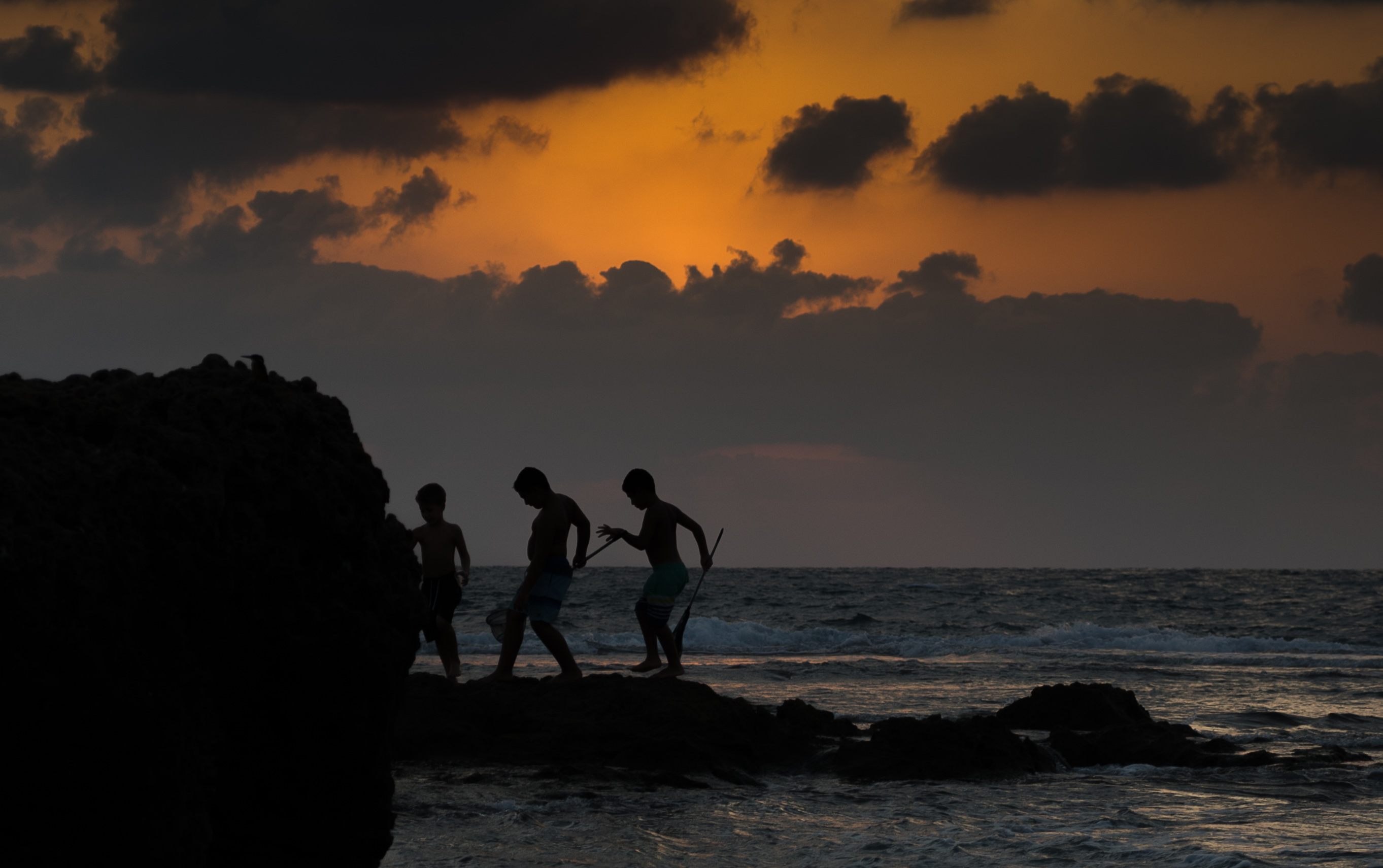

Národní park Chof Palmachim (hebrejsky: גן לאומי חוף פלמחים, Gan le'umi Chof Palmachim) je národní park v Izraeli, v Centrálním distriktu.

## Geografie
Leží v nadmořské výšce do 10 metrů v pobřežní nížině na písečných dunách lemujících břeh Středozemního moře. Park se nachází cca 13 kilometru severoseverovýchodně od města Ašdod, na jižním okraji vesnice Palmachim.

## Popis parku
Národní park byl vyhlášen roku 2003 a má plochu 221 dunamů (0,221 kilometru čtverečního). Zahrnuje unikátní ekosystém písečných dun, přírodní pláž a zbytky starověkého přístavního města se stopami osídlení.